# Dieter Kastovsky
Dieter Kastovsky (* 26. Dezember 1940 in Bruntál; † 23. November 2012) war ein deutscher Anglist.

## Leben
Er studierte von 1959 bis 1967 Englisch, Romanistik, Deutsche Philologie und Allgemeine Sprachwissenschaft in Tübingen, an der FU Berlin und in Besançon. Kastovsky promovierte 1968; von 1967 bis 1973 war er wissenschaftlicher Mitarbeiter für Anglistik an der Universität Tübingen bei Hans Marchand (1971–1973 mit einem Forschungsstipendium der Deutschen Forschungsgemeinschaft). Von 1973 bis 1981 war er ordentlicher Professor für Englische Philologie / Linguistik an der Universität Wuppertal. Seit 1981 war er ordentlicher Professor für Englische Sprachwissenschaft an der Universität Wien.

## Schriften (Auswahl)
- Studies in morphology Aspects of English and German verb inflection. Tübingen 1971, OCLC 720366743.
- Word-formation, or: at the crossroads of morphology, syntax, semantics, and the lexicon. Trier 1976, OCLC 614993944.
- Wortbildung und Semantik. Düsseldorf 1982, ISBN 3-590-02258-2.
- Typological reorientation as a result of level interaction. The case of English morphology. Duisburg 1990, OCLC 902061524.